# Tortello amaro di Castel Goffredo
El tortello amaro di Castel Goffredo es un tipo de pasta rellena parecido al ravioli y un producto agroalimentario tradicional reconocido de la región de Lombardía, típico de la zona de Castel Goffredo en la provincia de Mantua.
Se llama así por la presencia en el relleno de balsamita, una hierba aromática llamada localmente erba amara (‘hierba amarga’). Los otros ingredientes del relleno son hierbas, queso grana, migas de pan, huevos, nuez moscada, salvia, cebolla, ajo y sal. Para preparar la pasta fresca se sigue una receta tradicional, con 10 huevos por cada kg de harina. Sobre la lámina obtenida se pone el relleno, doblando y cerrando a mano, para obtener así un tortello aplastado de forma característica triangular.
Una vez cocidos en agua salada, los tortelli se sirven espolvoreados con queso grana y con una cucharada de mantequilla fundida aromatizada con salvia.
Anualmente, en la tercera semana de junio, se celebra en Castel Goffredo la Festa del Tortello Amaro di Castel Goffredo.